# Uraltes Elemente
Uraltes Elemente è il primo EP del gruppo folk metal norvegese Trollfest.

## Tracce
1. Uraltes Elemente – 3:14
2. Bytterdyr – 4:18
3. Grublegjøken – 3:30
4. Prost der Welt – 1:70
5. Ich Liebe Zug (Zug über alles) – 2:31
6. Bassen til Tor – 2:36

## Formazione
- Trollmannen - voce
- Mr. Seidel - chitarra
- Psychotroll - bass
- Trollbank - batteria